# Carl Rømeling
Carl Rømeling (født 20. januar 1769 i Frederikstad, død 12. marts 1839 i København) var en dansk officer, bror til bl.a. Hans Henrik og Johan Berendt Rømeling.
Han var søn af generalløjtnant Rudolph Woldemar Rømeling, var kammerherre og sluttede i 1838 sin karriere i hæren som generalmajor. Fra 1833 til sin død var han chef for Den Kongelige Livgarde.
1807 ægtede han Anne Johanne Neergaard (16. juni 1779 – 10. september 1863 i København). Carl Rømeling var far til Sigvard Thomas Waldemar Rømeling.